# 灰鉄柘榴石
灰鉄柘榴石（かいてつざくろいし、andradite、アンドラダイト）は、鉱物（ケイ酸塩鉱物）の一種である。和名の通り、カルシウムと鉄に富む柘榴石で、化学組成は Ca3Fe3+2(SiO4)3。結晶系は等軸晶系。
1868年にノルウェー・ブスケルー県ドランメンから記載され、ブラジル出身の鉱物学者・政治家のジョゼ・ボニファチオ・デ・アンドラダにちなみ命名された。

## 概要
柘榴石の中では最も希少なグループとされる。蛇紋岩などの超塩基性岩中に産する。また灰礬柘榴石とともに、スカルンに産するスカルン鉱物でもある。
チタンを含む黒色の変種であるメラナイト（Melanite, Ca
3(Fe3+,Ti)
2(SiO
4)
3）も灰鉄柘榴石に属する（含チタン灰鉄柘榴石）が、同じくチタンを含む黒色のチタン柘榴石（ショーロマイト:Schorlomite、Ca
3Ti
2(SiO
4)(Fe3+O
4)
2）は独立種である。両者の外見は、肉眼での区別は不可能と言えるほど酷似しているため、化学分析を行う必要がある。
このほかラメラ構造を持つ事で表面に虹色の光沢を呈するレインボーガーネットという変種も存在する。メキシコのソノラ州で産出したレインボーガーネットは灰鉄柘榴石の層と灰礬柘榴石の層がラメラ構造を形成している。またメキシコ産とは異なり、純粋な灰鉄柘榴石に近いタイプのレインボーガーネットが日本国内でも発見されている。
また冒頭で触れたように、灰礬柘榴石と同じくスカルン鉱床で産出する関係で、灰鉄柘榴石と灰礬柘榴石の固溶体を形成する事もある。マリで産出例が多いためか、マリガーネットの通称で呼ばれる事がある。

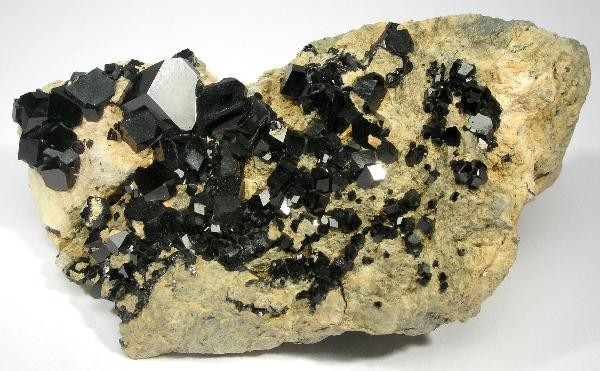
メラナイト
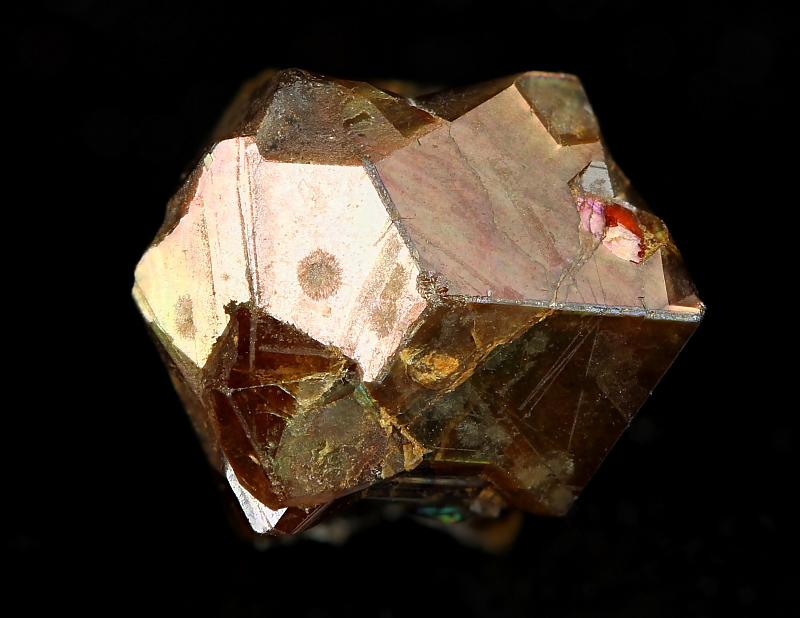
日本産のレインボーガーネット
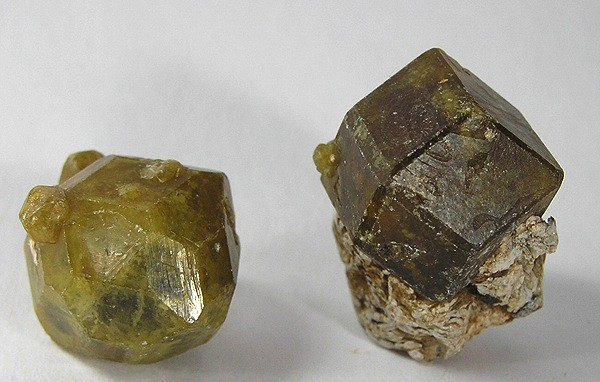
灰礬柘榴石との固溶体（マリガーネット）

### 宝石として
多くの柘榴石と同様に、透明度の高いものは宝石として利用される。光の屈折率と分散値が高さが特徴で、数値としては前者はダイヤモンドよりやや低い1.89、後者はダイヤモンドを上回る0.057を示し、強い輝きを見せる。
とりわけクロムを含んだ緑色の変種のデマントイド（Demantoid）はアメリカなどで人気が高い。先述の屈折率・分散値の高さによる強い輝きに因んで「ダイヤモンドに似た」という語源でついた名である。また黄色のものは「トパーズに似た」という語源からトパゾライト（Topazolite）、もしくはイエロー・デマントイドと呼ばれる。
ロシアのウラル地方やイタリアのロンバルディア州など、蛇紋岩系の鉱床から産出した灰鉄柘榴石はしばしば石綿のインクルージョンが見られる。繊維状である事を馬のしっぽになぞらえてホーステールと呼ばれる。透明度や輝きを阻害せず、かつ見栄えの良い円形や放射状のものは高値で取引される（大量に内包して透明度や輝きを阻害すると、一般的な宝石と同様に異物として扱われ価値を下げる）。専らデマントイドの特徴であるかのように言われるが、実際には同じ鉱床から産していればトパゾライトや褐色の灰鉄柘榴石など色を問わず見られるものである。なおナミビアやマダガスカルなどスカルン鉱床から産した灰鉄柘榴石にはホーステールは見られない。

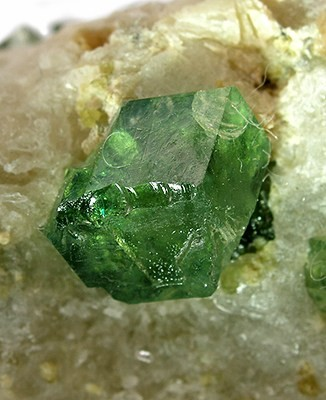
デマントイド
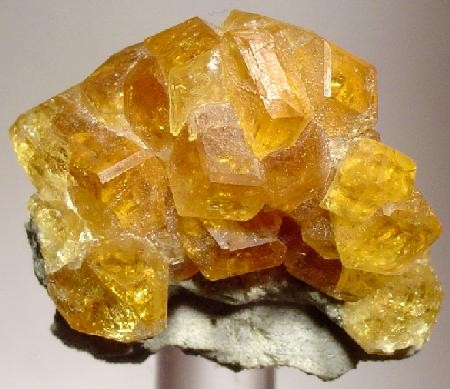
トパゾライト
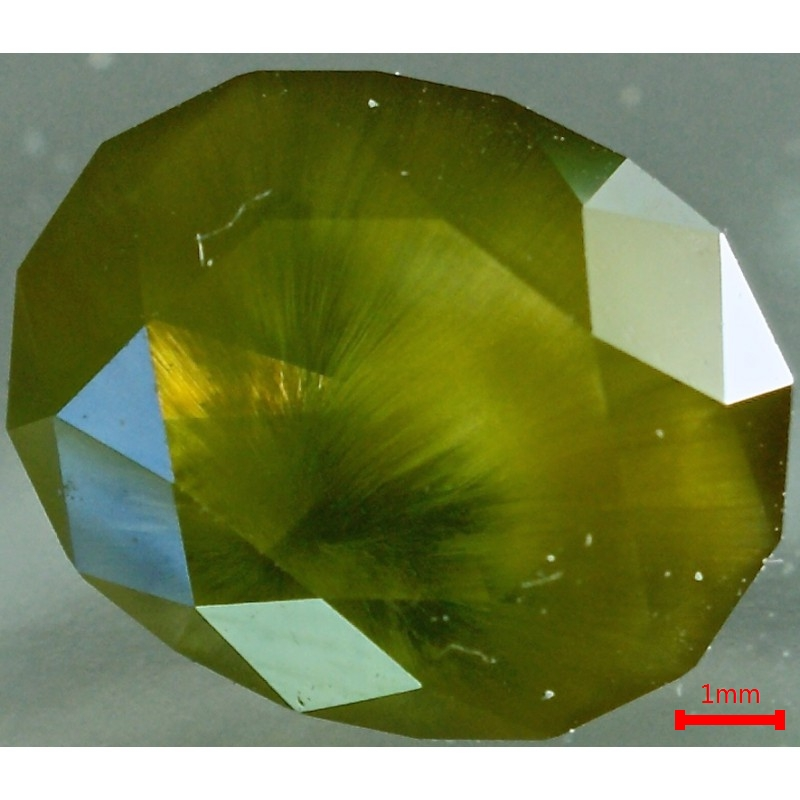
ホーステールが見られるデマントイド